# Tubularia couthouyi
Tubularia couthouyi is een hydroïdpoliep uit de familie Tubulariidae. De poliep komt uit het geslacht Tubularia. Tubularia couthouyi werd in 1862 voor het eerst wetenschappelijk beschreven door Agassiz. 